# We Three Kings
"We Three Kings", en español Nosotros, los tres Reyes es un villancico que fue escrito por John Henry Hopkins, Jr. en 1857. Se le conoce también por "We Three Kings of Orient Are  o The Quest of the Magi (La misión de los Magos).

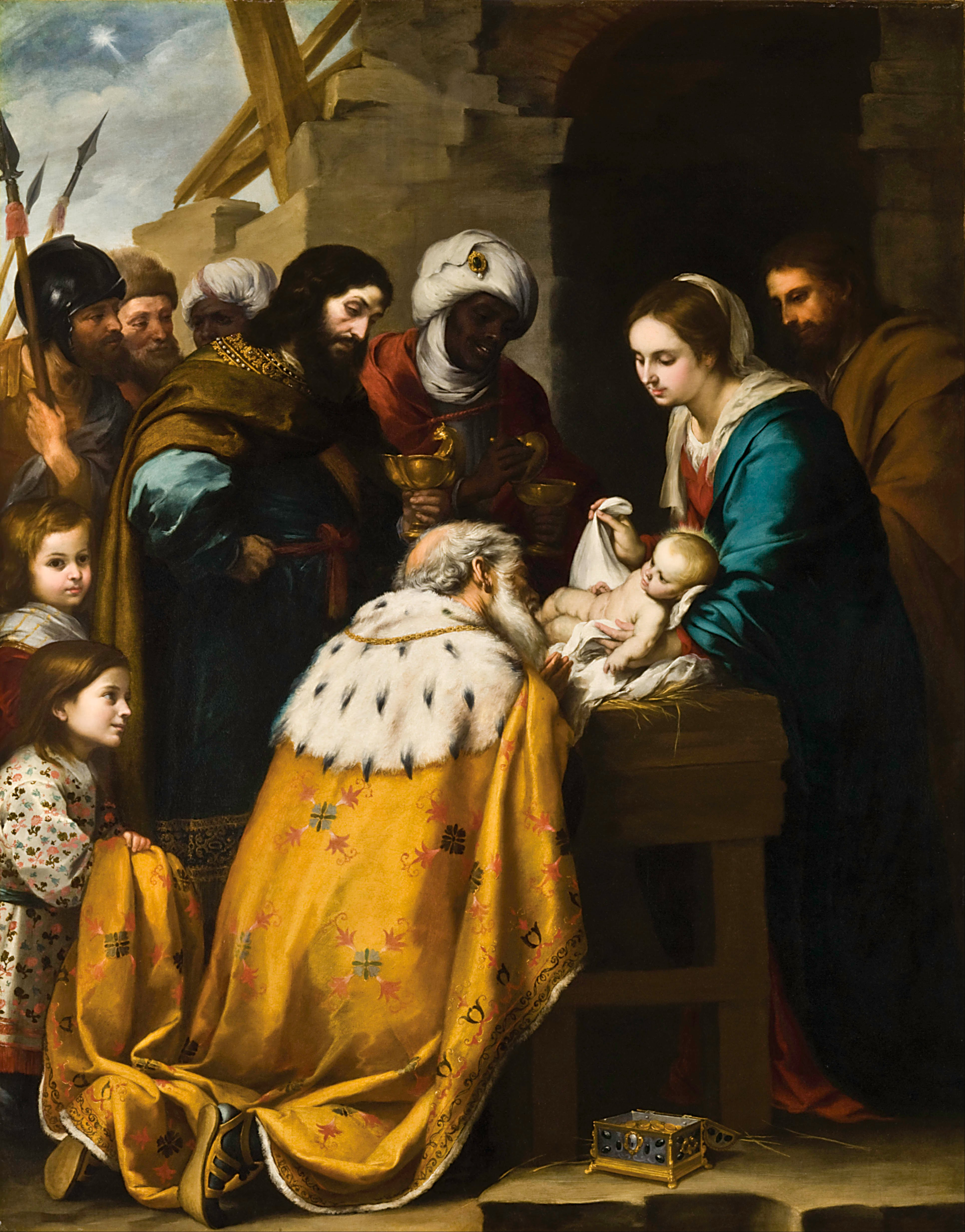
Bartolomé Esteban Murillo - Adoración de los Magos - Google Art Project

## Letra
| Inglés | Castellano |
| --- | --- |
| We three kings of Orient are; Bearing gifts we traverse afar, Field and fountain, moor and mountain, Following yonder star. Refrain O star of wonder, star of night, Star with royal beauty bright, Westward leading, still proceeding, Guide us to thy perfect light. Born a King on Bethlehem’s plain Gold I bring to crown Him again, King forever, ceasing never, Over us all to reign. Refrain Frankincense to offer have I; Incense owns a Deity nigh; Prayer and praising, voices raising, Worshiping God on high. Refrain Myrrh is mine, its bitter perfume Breathes a life of gathering gloom; Sorrowing, sighing, bleeding, dying, Sealed in the stone cold tomb. Refrain Glorious now behold Him arise; King and God and sacrifice; Alleluia!, Alleluia!, Rings through the earth and skies. Refrain | Nosotros somos los Tres Reyes de Oriente Cargando regalos que traemos de lejos, El campo y la fuente, páramo y montaña, Siguiendo a aquella estrella. Estribillo O estrella milagrosa, estrella de la noche, Estrella con real belleza brillante, guiando hacia el oeste, de proceder tranquilo, Guíanos a tu luz perfecta. Nacido un rey en la llanura de Belén Oro traigo para coronarle de nuevo, Rey para siempre, cesante nunca, Nosotros todos reina. Estribillo Incienso para ofrecerle tengo yo; El incienso posee una cercana Deidad; La oración y la alabanza, levantan voces, Adorar a Dios en las alturas. Estribillo La mirra es mía, su perfume es amargo Respira una vida de creciente oscuridad; Con angustia, suspirando, sangrando, muriendo, Sellado en la tumba fría de piedra. Estribillo Glorioso ahora contemplad le levantarse; Rey y Dios y el sacrificio; Aleluya !, ¡Aleluya !, Resuene a través de la tierra y los cielos Estribillo |

### Composición
En el momento de componer el villancico, Hopkins prestaba servicio como rector de La Iglesia Episcopal de Cristo en Williamsport, Pensilvania, y escribió el villancico como una Obra Navideña en la Ciudad de Nueva York. Se han compuesto muchas versiones de esta canción y todavía es un villancico muy popular.
John Henry Hopkins, Jr. Organizó el villancico de tal manera que cada una de las tres voces masculinas cantaría un solo por cada verso por cada uno de los tres Reyes Magos.  El primero y el último verso del villancico se cantan conjuntamente por los tres Reyes como versos de alabanza, mientras que los versos intermedios están cantados individualmente por cada rey que describe el regalo que trae.  El estribillo procede a alabar la belleza de la Estrella de Belén.  Hoy en día, sin embargo, los solos de los Magos no se observan generalmente cuándo se canta el villancico.
La melodía ha sido descrita como "triste" y "cambiante" en naturaleza.  Debido a esto, se parece mucho a una canción de la Edad Media y a la música de Oriente Medio, a ambos de las cual ha sido frecuentemente comparado.

### Contexto
El villancico se centra alrededor de los Reyes Magos, quienes visitaron a Jesús durante su Natividad y le dieron regalos de oro, incienso y mirra mientras le adoraban.  Aunque el acontecimiento es narrado en el Evangelio de Mateo, no hay en la Biblia detalles con respecto a sus nombres, el número de Magos que estuvieron presentes o si eran incluso reyes.  De ahí, los nombres de los Magos—Melchor, Gaspar y Baltasar—y su estado como reyes del Oriente es legendario y se basó en la tradición.  El número tres procede del hecho de que tres regalos diferentes le fueron dados.

## Trasfondo e influencia
En el tiempo en que escribió  "Nosotros los Tres Reyes" en 1857, John Henry Hopkins, Jr. Servía como rector de Iglesia Episcopal de Cristo en Williamsport, Pensilvania.  A pesar de que él originalmente trabó como periodista para un diario de Nueva York y estudió para abogado,  escogió unirse al clero al graduarse en la Universidad de Vermont.  Hopkins Estudió en el General Teológico Seminary en Ciudad de Nueva York y después de graduar y siendo ordenado diácono en 1850, llegó a ser primer profesor de música cinco años más tarde, conservando el puesto hasta 1857 junto a su ministerio en la Iglesia Episcopal.
Durante su curso académico final en el seminario, Hopkins escribió "Nosotros Los Tres Reyes" para una Obra navideña representada en la universidad. Fue extremadamente raro que Hopkins escribiera tanto la letra como la música; los compositores de villancicos contemporáneos, normalmente escribían la letra o la música pero no ambas.  Originalmente titulado "Los Tres Reyes de Oriente", fue cantado dentro de su círculo familiar y de amigos. Debido a la popularidad conseguida entre ellos, Hopkins decidió publicar el villancico en 1862 en su libro Villancicos, Himnos y Canciones. Fue el primer villancico originado en los Estados Unidos en lograr gran popularidad, así como el primero en ser mencionado en la obra los villancicos Viejos y Nuevos, una "colección" prestigiosa "e" influyente de villancicos que se publicaba en el Reino Unido.  En 1916, el villancico fue impreso en el hyimnario de la Iglesia Episcopal; la edición de aquel año fue la primera en tener una sección separada para canciones de Navidad.  "Nosotros Los Tres Reyes" fue también incluido en el Oxford book of Carols publicado en 1928, el cual alabó la canción como "uno de los más exitosos villancicos compuesto modernamente."